# Кокалажар
Кокалажа́р (каз. Көкалажар) — село у складі району імені Габіта Мусрепова Північноказахстанської області Казахстану. Адміністративний центр Кокалажарського сільського округу.
Населення — 419 осіб (2021; 782 у 2009, 971 у 1999, 1145 у 1989).
Національний склад станом на 1989 рік:
- росіяни — 52 %
- казахи — 20 %.

До 2008 року село називалося Гавриловка.